# Grand amiral hospitalier
Le grand amiral ou l’amiral occupait un poste important dans la hiérarchie de l'ordre de Saint-Jean de Jérusalem. L'amiral était le dignité affecté, à partir de 1340, au pilier de la langue d'Italie.

## Description
L'amiral devait préséance au grand amiral, si les deux titres existaient simultanément. Le grand amiral était responsable de la flotte hospitalière et de ses équipages. Il pouvait noliser des navires si besoin, et engager marins et hommes d'armes, il assurait également leur solde. À Rhodes, jusqu'en 1462, il supervisait le service des marins grecs. Il tenait le livre de comptes pour tout le matériel utile à la construction et à l'équipement des bateaux. Il avait également le pouvoir de nomination au poste de capitaine de la flotte ou d'une galère.

## Sources
- Nicole Bériou (dir. et rédacteur), Philippe Josserand (dir.) et al. (préf. Anthony Luttrel & Alain Demurger), Prier et combattre : Dictionnaire européen des ordres militaires au Moyen Âge, Fayard, 2009, 1029 p. (ISBN 978-2-2136-2720-5, présentation en ligne)